# Animoca Brands
Die Animoca Brands Corporation ist ein 2014 von Yat Siu gegründetes Spielesoftwareunternehmen und Wagniskapitalgesellschaft mit Sitz in Hongkong. Die Firma entwickelt und vertreibt Free-to-play Spiele und Apps. Schwerpunkte sind Lizenzierung bekannter Marken, Blockchain und Künstliche Intelligenz.
Die Animoca-Aktie wurde bis zum Verstoß gegen Regularien an der Australian Securities Exchange gehandelt.

## Geschichte

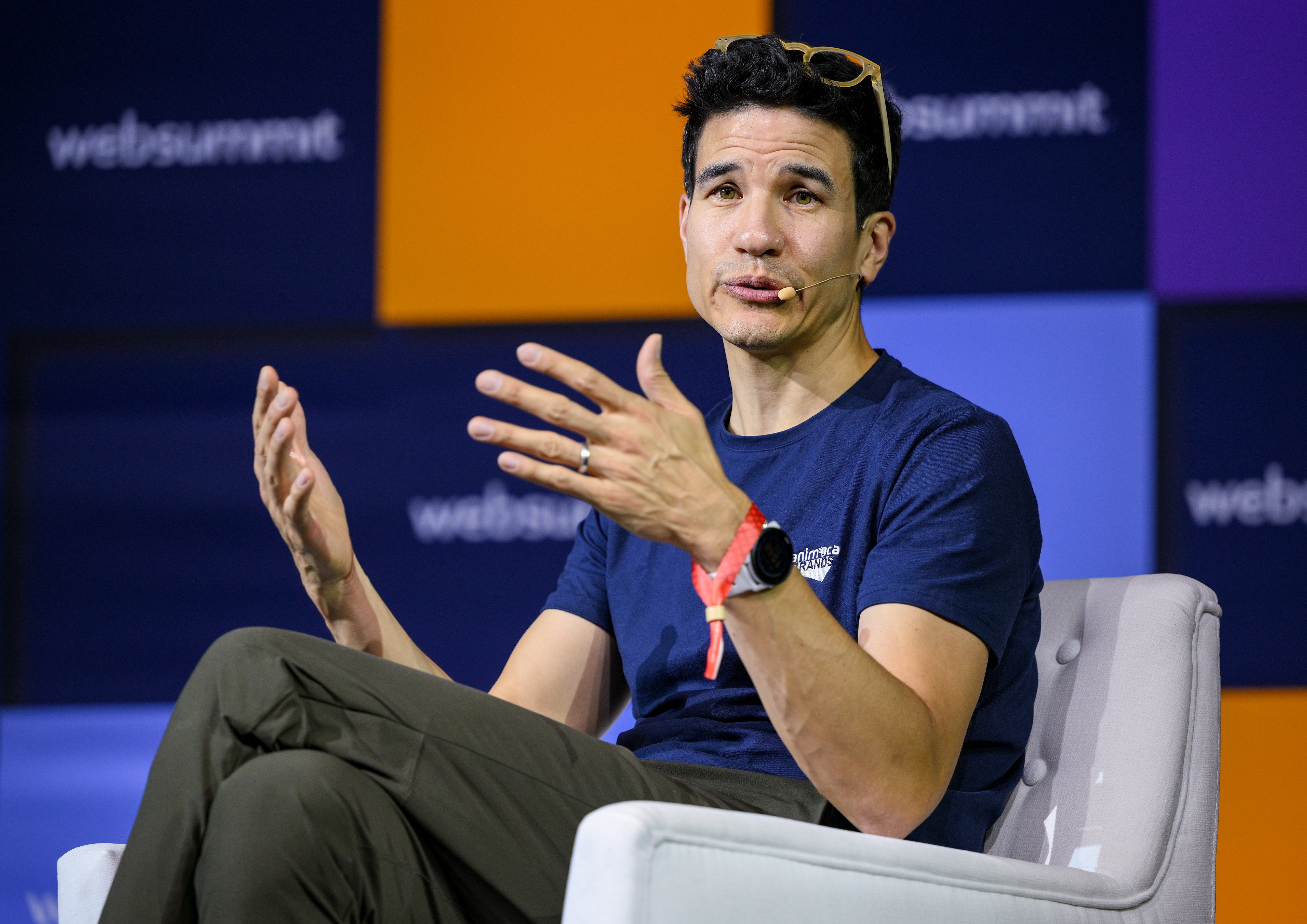
Robby Yung, CEO von Animoca Brands

Animoca Brands wurde 2014 in Hong Kong gegründet.
Im Januar 2015 wurde Animoca Brands am Australian Securities Exchange (ASX) mit dem Ticker Symbol AB1 gelistet. Im Februar 2015 erreichte Animoca 116 Millionen Downloads seiner Spiele. Im Juni 2015 investierte Ourpalm 3,1 Millionen $ in Aktien in Animoca und eröffnet ihm damit den chinesischen Markt.
Im Juli 2016 übernahm Animoca Ticbits und damit das Spiel „Crazy Kings“ (den Vorläufer von „Crazy Defense Heroes“) für 2,35 Millionen Euro. Im August 2018 wurde Pixowl, der Entwickler von The Sandbox für rund 4,9 Millionen US$ übernommen.
Seit Juni 2018 ist Kabam-Mitgründerin Holly Liu Board Member bei Animoca. Im Oktober 2018 wurde Ed Fries, Gründer von Microsoft Game Studio und Mitgründer der Xbox zum strategic advisor benannt.
Am 13. Mai 2021 sammelte Animoca durch eine Kapitalerhöhung 88.888.888 US-Dollar ein. Die neuen Aktien wurden institutionellen Investoren zu einem Preis von 0,86 US-Dollar verkauft und Animoca erreichte eine Marktkapitalisierung von 1 Milliarde US-Dollar. Am 1. Juli 2021 wurden weitere 50 Millionen US-Dollar eingesammelt. Im Oktober 2021 wurden durch eine weitere Kapitalerhöhung 65 Millionen Dollar eingesammelt.
Im November 2021 investierte SoftBank 93 Millionen Dollar in The Sandbox. Im Januar 2022 erfolgte abermals eine Kapitalerhöhung, 360 Millionen US-Dollar wurde durch Ausgabe neuer Aktien eingesammelt. Im Juli 2022 wurden weitere 75 Millionen US-Dollar eingesammelt.
Im März 2022 wurde die Aktie durch den australischen Börsenbetreiber denotiert, nachdem das Unternehmen gegen die Notierungsregeln der Börse verstoßen hatte. Für 2025 wird ein neuer Börsengang angestrebt.
Im Februar 2025 gründeten Standard Chartered, HKT und Animoca Brands ein Gemeinschaftsunternehmen zur Ausgabe eines HK$‑basierten Stablecoins – als eine der ersten Lizenzen beim HKMA.

## Beteiligungen

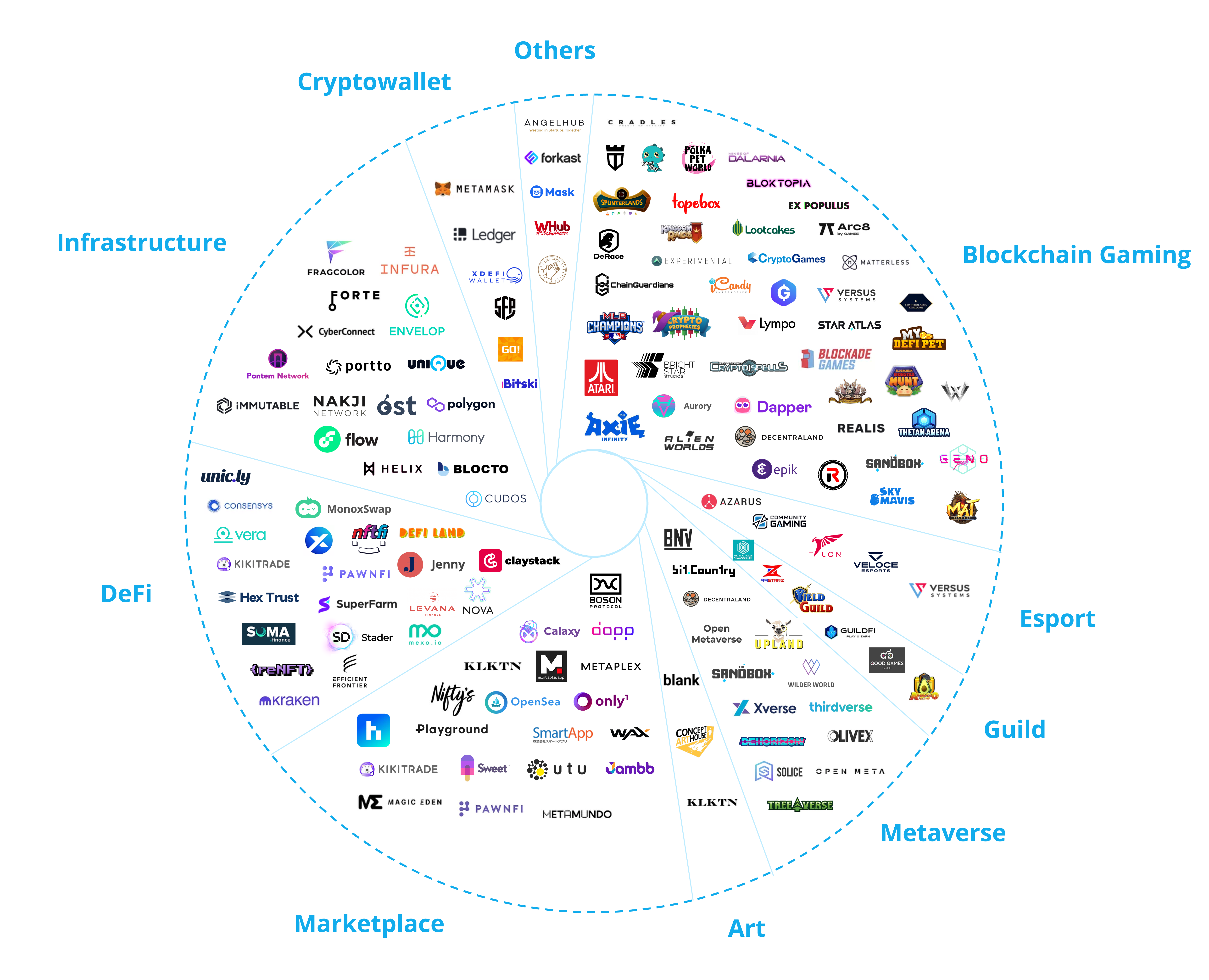
Investments

Animoca Brands hält über 500 Beteiligungen an Krypto- und Blockchainfirmen.

### Blockchainfirmen
Animoca hält Beteiligungen an den Blockchainfirmen, beispielsweise MetaMask und OpenSea.io, einem Marktplatz für NFTs.
Animoca hat auch eine Partnerschaft mit dem Worldwide Asset eXchange WAX.io. Der Deal beinhaltet den gegenseitigen Tausch von Aktien in Höhe von 250.000 $ sowie den Verkauf von Ingame-Artikeln (beispielsweise The Sandbox und CryptoKitties) über WAX. Animoca ist auch an NFTfi, einem P2P Marktplatz für NFTs sowie an Brand New Vision (BNV), einer digitalen Modefirma beteiligt.
Animoca ist zusammen mit Galaxy Digital, Winklevoss Capital, Kindred Ventures, Coinbase, SV Angel, Signia Ventures und Bobby Goodlatte an einer Seed Investmentrunde in Höhe von 3,5 Millionen $ an Bitski beteiligt.
Animoca ist zusammen mit sieben weiteren Partnern an einer 3 Millionen Dollar Fundingrunde an Mask Network beteiligt.

### Inkubatoren
Animoca ist an Helix Accelerator und mit 80 % of Helix One beteiligt. Animoca hat eine Partnerschaft mit dem Venture Capital-Firma Mind Fund
Animoca Brands ist im Besitz von 15 % aller Aktien von RightBridge Ventures. RightBridge wird eine Investmentgesellschaft mit dem Ziel sein, Unternehmen im Bereich E-Sport und Gaming zu identifizieren und zu erwerben.
Animoca ist zusammen mit Brinc Mitgründer des Gaming- und Esports-Accelerators Brinc AOA.

### Spieleentwickler
Animoca gehören die Spieleentwickler Pixowl, TicBits, nWay, Blowfish Studios, TSB Gaming, Web Prancer, GAMEE, Quidd, Sanrio Digital, Tribeflame und Stryking Entertainment. Animoca ist weiterhin an Lucid Sight (MLB Champions, Crypto Space Commander), Topebox und Experimental Group (CryptoWars) beteiligt. Animoca ist im Besitz von 75 % Anteilen des Spieleentwicklers Skytree. Animoca hält eine Beteiligung an Sky Mavis, dem Entwickler von Axie Infinity.
Animoca ist im Besitz von 15,5 % aller Aktien der Firma iCandy Interactive Limited.
Animoca ist an der Blockchainfirma Dapper Labs, der Firma hinter CryptoKitties, NBA Top Shot und Cheeze Wizards beteiligt.
Animoca ist in Besitz von 85 % Anteilen an OliveX.ai.
Animoca Brands hatte laut Goldman Sachs im Jahr 2021 monatlich 10 Millionen aktive User.

### Bekannte Spiele im Portfolio
- Axie Infinity
- Beast Quest
- CryptoKitties
- F1 Delta Time
- Power Rangers: Legacy Wars, Power Rangers: Battle for the Grid
- Projection: First Light
- RollerCoaster Tycoon
- The Sandbox
- Lizenzierte Spiele und Anwendungen beispielsweise für: Atari, Mattel, Hello Kitty, He-Man, Die Glücksbärchis, Snoopy, Hot Wheels, Paris Hilton, den FC Bayern, Manchester United oder die Formel 1.

### Eventplatformen
Animoca ist im Besitz von 100 % der Eventorganisationsplattform Leade.rs.
Animoca gehören 60 % Anteile an der Firma Fuel Powered, ein Dienstleister für Multiplayer und Live-Events für Mobile Games.
Animoca hat eine strategische Beteiligung an Talenthouse, Forkast.news und Versus System.
Animoca hält Beteiligungen an den E-Sports Plattformen Veloce und OneFootball.